# دو بازیکن تیم فوتبال
بازی  دو بازیکن تیم فوتبال  (به انگلیسی: Two Player Soccer Squad) در سال ۱۹۹۱ و در سبک مربیگری فوتبال توسط شرکت کالت گیمز (Cult Games) منتشر گردید.

## گیم‌پلی

تصویر بازی

این بازی از دیگر بازی‌های تولید شده در دهه ۹۰ میلادی و در ژانر مربیگری فوتبال می‌باشد که از هیچگونه گرافیک کامپیوتری استفاده نمی‌کند. اساس این بازی بر روی دو بازیباز پایه‌ریزی شده و طی آن باشگاههای مطرح لیگ برتر انگلستان و اسکاتلند قابل انتخاب برای بازیباز می‌باشند. امکاناتی از قبیل: خرید و فروش بازیکن، مدیریت بودجه باشگاه، جایگزینی بازیکنان و ... در این بازی در دسترس می‌باشند.

## مشخصات فنی
- گرافیک: اصولا جز یک صفحه گرافیکی هنگام بارگذاری بازی، هیچ گرافیک دیگری در بازی مشاهده نمیشود. این بازی کلا بر اساس متن ساخته شده است.

## سیستم‌ها
این بازی در سال ۱۹۹۱ توسط شرکت کالت گیمز (Cult Games) بر روی رایانه‌های خانگی اسپکتروم، کمودور ۶۴، آمستراد سی پی سی منتشر گردید.